# Cantó de Le Blanc-Mesnil
El cantó de Le Blanc-Mesnil és un cantó francès del departament de Sena Saint-Denis, situat al districte de Le Raincy. Des del 2015 compta amb dos municipis.

## Municipis
- Le Blanc-Mesnil
- Drancy (en part)

## Història
| Data d'elecció                           | Identitat       | Partit | Qualitat |
| ---------------------------------------- | --------------- | ------ | -------- |
| 1964-1994                                | Robert Frégossy | PCF    |          |
| 1994-1997                                | Daniel Feurtet  | PCF    |          |
| 1997-                                    | Hervé Bramy     | PCF    |          |
| les dades anteriors no són pas conegudes |                 |        |          |
|                                          |                 |        |          |

## Demografia
| A partir de 1990: Població sense dobles comptes |